# Witold Bień
Witold Józef Bień (ur. 15 czerwca 1927 w Przysiece, zm. 22 marca 2018 w Warszawie) – polski ekonomista, polityk, bankowiec, biegły rewident, związany ze Szkołą Główną Handlową w Warszawie, pełnił funkcję Prezesa NBP, a także wiceministra finansów.

## Wykształcenie i działalność naukowa
Był absolwentem Szkoły Głównej Handlowej w Warszawie, tu w 1951 uzyskał tytuł magistra, w 1960 stopień doktora, 1967 stopień doktora habilitowanego, 1975 tytuł profesora nadzwyczajnego, 1985 tytuł profesora zwyczajnego. W 2007 przeszedł na emeryturę.
W latach 1950–1962 skupiał się głównie na rachunkowości i analizie finansowej, następnie finansami przedsiębiorstw produkcyjnych, finansami zagranicznymi i bankowością. Od końca lat siedemdziesiątych koncentrował się na zagadnieniach rynku kapitałowego oraz zarządzania finansami w przedsiębiorstwie.
Efektem wieloletniej pracy naukowo-badawczej jest ponad 360 publikacji poświęconych rachunkowości, bankowości, analizie finansowej oraz finansom przedsiębiorstwa.

## Działalność zawodowa
W latach 1952–2007 był nauczycielem akademickim w Szkole Głównej Handlowej w Warszawie. W tym okresie pełnił również funkcję kierownika Katedry Inwestycji i Nieruchomości SGH (1978–1984 i 1997–1999) oraz Katedry Zarządzania Finansami Przedsiębiorstwa (1993–2005).
2 kwietnia 1973 został Prezesem Narodowego Banku Polskiego i sprawował tę funkcję do 1980 roku.
Jego podpis widnieje na banknotach:
- 50 zł (1975, 1979)[4],
- 100 zł (1975, 1976, 1979)[5],
- 200 zł (1976, 1979)[6],
- 500 zł (1974, 1976, 1979)[7],
- 1000 zł (1976,1979)[8],
- 2000 zł (1976,1979)[9].

W latach 1981–1987 był pierwszym zastępcą Ministra Finansów.
Był związany również z Bankiem Handlowym w Warszawie, w którym dwukrotnie pełnił funkcję Prezesa Rady Nadzorczej, pierwsza kadencja w latach 1974–1977 i druga w okresie od 1981 do 1986 roku. W latach 1983–1988 członek Prezydium Rady Obywatelskiej Budowy Pomnika Szpitala Centrum Zdrowia Matki Polki.
W latach 2010–2013 pracował na Politechnice Radomskiej w Katedrze Finansów i Ubezpieczeń.
Był też Członkiem Rady Kolegium Nauk o Przedsiębiorstwie w kadencji 2012–2016 w Szkole Głównej Handlowej w Warszawie.
Zmarł w wieku 90 lat. Został pochowany na nowym cmentarzu na Służewie przy ul. Wałbrzyskiej w Warszawie.

## Odznaczenia i wyróżnienia
- 1955: Srebrny Krzyż Zasługi
- 1969: Złoty Krzyż Zasługi
- 1973: Krzyż Kawalerski Orderu Odrodzenia Polski
- 1978: Medal Komisji Edukacji Narodowej
- 1980: Krzyż Oficerski Orderu Odrodzenia Polski
- 1987: Krzyż Komandorski Orderu Odrodzenia Polski
- 1997: Odznaka „Zasłużony dla Banku Handlowego w Warszawie SA”
- 2002: Krzyż Komandorski Orderu Odrodzenia Polski z Gwiazdą[15][13]
- 2011: 9. miejsce w rankingu Gazety Bankowej „Najlepszy Ekonomista”[16]
- 2012: Medal Krajowej Izby Biegłych Rewidentów[17]
- Tytuł doktora honoris causa Warszawskiej Szkoły Biznesu[18]

## Publikacje
- Kalkulacja ceny pieniądza w lokatach, pożyczkach i kredytach (wspólnie z A. Bieniem), Difin Warszawa 2012
- Zarządzanie finansami przedsiębiorstwa, Difin Warszawa 2011
- Słownik finansów (wspólnie z A. Bieniem), Difin Warszawa 2010
- Weksel w praktyce, Difin Warszawa 2007
- Czytanie bilansu przedsiębiorstwa (dla menedżerów), Difin Warszawa 2005
- Ocena efektywności finansowej spółek kapitałowych, Difin Warszawa 2005
- Rynek papierów wartościowych, Difin Warszawa 2008
- A dług rośnie i rośnie” w styczniu, Bank nr 1 2004
- Ocena sytuacji finansowej banku komercyjnego (wspólnie z H. Sokół), Difin Warszawa 2001
- Ocena sytuacji finansowej spółek prawa handlowego, 1997
- Ekonomika Przedsiębiorstwa Budowlanego, 1989
- Leasing alternatywą zakupu środków trwałych na własność, Rachunkowość 2011 nr 10
- Szwajcarski rynek złota w czasie II wojny światowej, Bank i Kredyt 1966 nr 12